# Гаргас (Воклюз)
Гарга́с (фр. Gargas) — коммуна во французском департаменте Воклюз региона Прованс — Альпы — Лазурный Берег. Относится к кантону Апт.

## Географическое положение

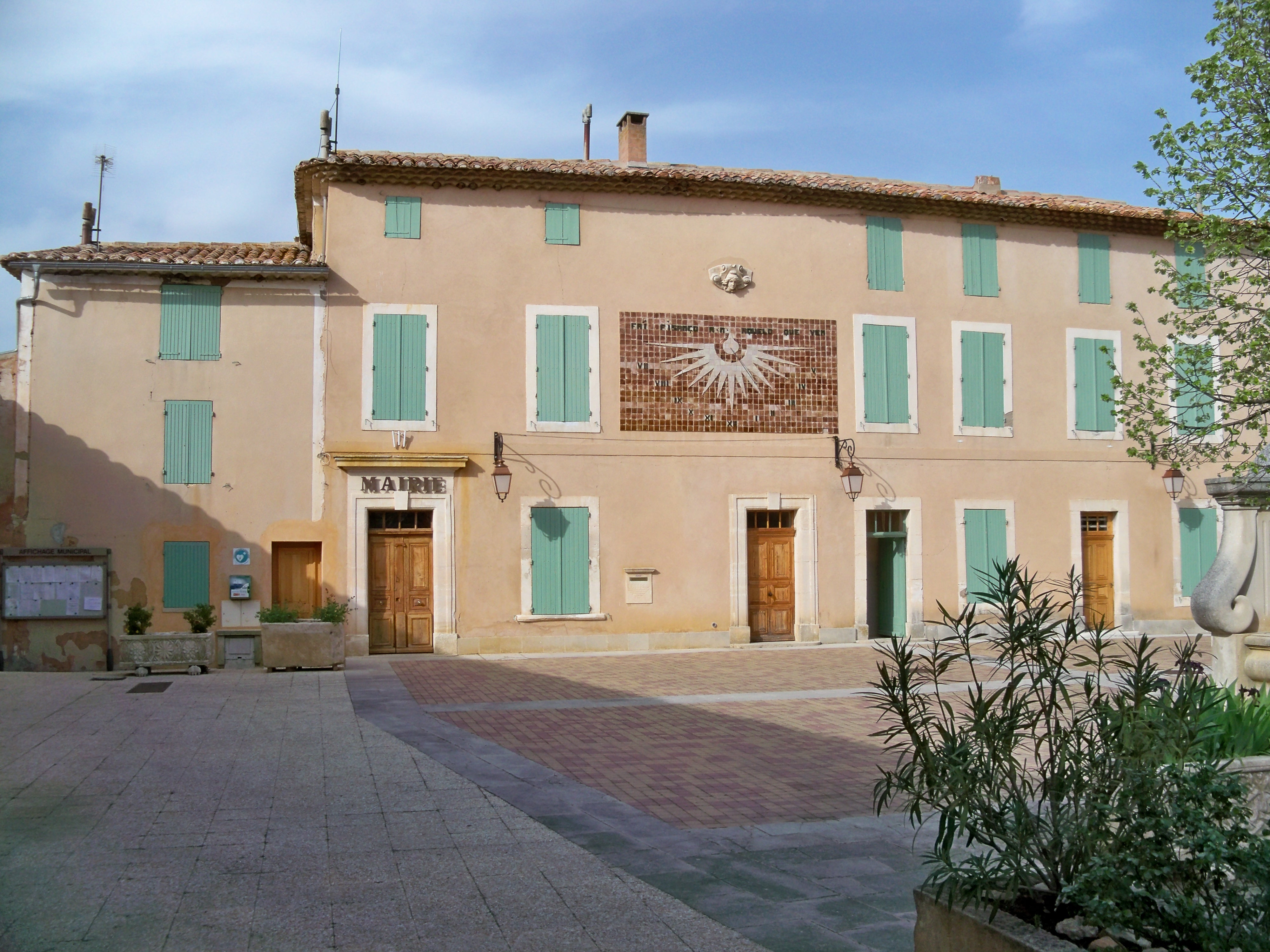
Здание мэрии.

Гаргас расположен в 45 км к востоку от Авиньона. Соседние коммуны: Сен-Сатюрнен-лез-Апт на севере, Виллар на северо-востоке, Апт на юго-востоке, Руссийон на западе, Лиу на северо-западе.

## Демография
Население коммуны на 2010 год составляло 2929 человек.
| 1962 | 1968 | 1975 | 1982 | 1990 | 1999 | 2010 |
| ---- | ---- | ---- | ---- | ---- | ---- | ---- |
| 614  | 690  | 1065 | 1870 | 2875 | 2924 | 2929 |

## Достопримечательности
- Церковь Сен-Дени, XVII век.
- Церковь Нотр-Дам-де-Бру, остатки часовни XII века.
- Церковь Ложи-Нёф, XVIII век.
- Бывшие шахты по добычи охры в Брюу.